# Giovanni Antonio Sanguineti
Giovanni Antonio Sanguineti (Chiavari, 21 luglio 1813 – Chiavari, 15 febbraio 1883) è stato un politico italiano.

## Biografia
Fu deputato del Regno di Sardegna in quattro legislature, eletto sempre nel collegio di Chiavari. Rientrò in Parlamento nel 1876 come deputato del Regno d'Italia a distanza di quasi vent'anni, nella XIII legislatura, rimanendovi fino alla XV.